# Жан-Віктор Макенго
Жан-Віктор Макенго (фр. Jean-Victor Makengo, нар. 12 червня 1998, Етамп) — французький футболіст, півзахисник «Лор'яна». Грав у складі молодіжної збірної Франції.

## Клубна кар'єра
Народився 12 червня 1998 року в місті Етамп. Вихованець юнацьких команд футбольного клубу «Кан».
У дорослому футболі дебютував 2015 року виступами за його головну команду, в якій провів два сезони, взявши участь у 27 матчах чемпіонату.
Влітку 2017 року уклав контракт з «Ніццею», якій трансфер юного півзахисника обійшовся у 6 мільйонів євро. По ходу свого другого сезону в новій команді став гравцем її основного складу, попри це влітку 2019 року був відданий в оренду до «Тулузи».
Невдовзі після повернення з оренди, у жовтні 2020 року за 3,5 мільйона євро перейшов до італійського «Удінезе», де став гравцем ротації. По ходу сезону 2021/22 вже був стабільним гравцем основного складу італійської команди. Загалом за два з половиною сезони взяв участь у 72 іграх усіх турнірів за команду з Удіне.
У січні 2023 року повернувся на батьківщину, перейшовши за 11 мільйонів євро до «Лор'яна».

## Виступи за збірні
2014 року дебютував у складі юнацької збірної Франції (U-16), загалом на юнацькому рівні взяв участь у 28 іграх, відзначившись одним забитим голом.
Протягом 2019—2021 років провів три матчі за молодіжну збірну Франції.

## Статистика виступів

### Статистика клубних виступів
Станом на 18 грудня 2021
| Сезон               | Команда             | Чемпіонат           | Чемпіонат | Чемпіонат | Національний кубок | Національний кубок | Національний кубок | Континентальні кубки | Континентальні кубки | Континентальні кубки | Інші змагання | Інші змагання | Інші змагання | Усього | Усього | Усього |
| Сезон               | Команда             | Ліга                | Ігор      | Голів     | Ліга               | Ігор               | Голів              | Ліга                 | Ігор                 | Голів                | Ліга          | Ігор          | Голів         | Ігор   | Голів  |        |
| ------------------- | ------------------- | ------------------- | --------- | --------- | ------------------ | ------------------ | ------------------ | -------------------- | -------------------- | -------------------- | ------------- | ------------- | ------------- | ------ | ------ | ------ |
| 2015–16             | «Кан»               | Л1                  | 10        | 0         | КФ+КЛ              | 1                  | 0                  |                      | -                    | -                    |               | -             | -             | 11     | 0      |        |
| 2016–17             | «Кан»               | Л1                  | 17        | 0         | КФ+КЛ              | 2+1                | 0+2                |                      | -                    | -                    |               | -             | -             | 20     | 2      |        |
| Усього за «Кан»     | Усього за «Кан»     | Усього за «Кан»     | 27        | 0         |                    | 4                  | 2                  |                      | -                    | -                    |               | -             | -             | 31     | 2      |        |
| 2017–18             | «Ніцца»             | Л1                  | 5         | 0         | КЛ                 | 1                  | 0                  | ЛЄ                   | 2                    | 0                    |               | -             | -             | 8      | 0      |        |
| 2018–19             | «Ніцца»             | Л1                  | 25        | 1         | КФ+КЛ              | 1+1                | 0                  |                      | -                    | -                    |               | -             | -             | 27     | 1      |        |
| Усього за «Ніццу»   | Усього за «Ніццу»   | Усього за «Ніццу»   | 30        | 1         |                    | 3                  | 0                  |                      | 2                    | 0                    |               | -             | -             | 35     | 1      |        |
| 2019–20             | «Тулуза»            | Л1                  | 19        | 2         | КФ+КЛ              | 1+2                | 0                  |                      | -                    | -                    |               | -             | -             | 22     | 2      |        |
| 2020–21             | «Удінезе»           | A                   | 17        | 0         | КІ                 | 2                  | 0                  |                      | -                    | -                    |               | -             | -             | 19     | 0      |        |
| 2021–22             | «Удінезе»           | A                   | 33        | 1         | КІ                 | 3                  | 0                  | -                    | -                    | -                    | -             | -             | -             | 36     | 1      |        |
| 2022–23             | «Удінезе»           | A                   | 16        | 0         | КІ                 | 1                  | 0                  | -                    | -                    | -                    | -             | -             | -             | 17     | 0      |        |
| Усього за «Удінезе» | Усього за «Удінезе» | Усього за «Удінезе» | 66        | 1         |                    | 6                  | 0                  |                      | -                    | -                    |               | -             | -             | 72     | 1      |        |
| Усього за кар'єру   | Усього за кар'єру   | Усього за кар'єру   | 142       | 4         |                    | 16                 | 2                  |                      | 2                    | 0                    |               | -             | -             | 160    | 6      |        |

## Титули і досягнення
- Чемпіон Європи (U-17): 2015